# Xyloskenea consors
Xyloskenea consors är en snäckart som beskrevs av B.A. Marshall 1988. Xyloskenea consors ingår i släktet Xyloskenea och familjen Skeneidae. Inga underarter finns listade i Catalogue of Life.